# Biomagnifikation
Biomagnifikation er en opkoncentrering af eventuelt miljøfremmede, persistente stoffer op gennem en fødekæde. Typisk er det de persisterende organiske forurenere, POP-stofferne (Persistent Organic Pollutants) som Dioxin, der koncentreres igennem fødekæden.

## Eksempel på biomagnifikation
Det typiske eksempel på biomagnifikation er, at et byttedyr bliver forurenede på grund af bioakkumulation, altså at det miljø dyret lever i er forurenet, og giver forureningen videre op igennem fødekæden til rovdyr. Der sker en koncentrering igennem fødekæden, som typisk ender i toppen af fødekæden hos f.eks. isbjørnen eller mennesket. 
For at forhindre f.eks. dioxin-forgiftning af mennesker har myndighederne indført kostråd, og restriktioner på fiskeri i enkelte områder. I dag (2007) gælder dette for en række fiske- og skaldyrsarter i Grønlandsfjordene. Sådanne tiltag er imidlertid kun rettet mod at reducere konsekvenser af udslip som gør skade. Vigtigere er det at fjerne dioxiner som allerede er sluppet ud og forhindre at endnu mere dioxin slippes ud i naturen.
 Der er for få eller ingen kildehenvisninger i denne artikel, hvilket er et problem. Du kan hjælpe ved at angive troværdige kilder til de påstande, som fremføres i artiklen.

| Biologi | Spire Denne artikel om biologi er en spire som bør udbygges. Du er velkommen til at hjælpe Wikipedia ved at udvide den. |